# Valdespino (Santiago Millas)
Valdespino es una localidad española perteneciente al municipio de Santiago Millas (León, Castilla y León). 
Su término se encuentra totalmente rodeado por el municipio de Val de San Lorenzo. Pertenece a la comarca de la Maragatería y su casco urbano se encuentra formado por los barrios de Arriba, de Abajo, El Monte, Culleros y El Fontanal.

## Flora y fauna
Podemos disfrutar de la flora y la fauna de la zona, dentro de la fauna podemos avistar conejos, liebres, raposas (zorros), garduñas, tejones, ginetas, hurones, doroncilla (comadreja) y armiño, jabalíes, corzos, ciervos, gran variedad de aves ya que se encuentra en la zona de influencia de una ZEPA (zona de especial protección para las aves), así podemos ver gran variedad de aves rapaces y aves paseriformes, también galliformes como la perdiz roja, la codorniz o faisán, y destacar poblaciones de perniles (sisón) y también de aves tan hermosas como el cuco común, el crialo europeo o el abejaruco europeo.
En lo referente a la flora, el pueblo está rodeado por campos de labor, praderas y zonas de arbustos como toyos, retamas, codesos (Adenocarpus complicatus) y escobas,  los montes de la zona sur se encuentran cubiertos por bosques de sardón (encina) y carbaya (roble) mientras que hacia el oeste y el este se han cubierto recientemente por bosques de pino de repoblación. Abundan los pequeños valles con huertas con chopos (Populus nigra) al igual que las viejas paleras (Salix fragilis) y salgueras (Salix caprea) como en los parajes de Fumiyelamo o Valdemanzanal. Antiguamente el pueblo tenía abundancia de negrillos (Ulmus minor) pero la enfermedad de la grafiosis acabó con todos los ejemplares adultos quedando actualmente solo ejemplares jóvenes. También eran habituales los pinos piñoneros (Pinus pinea) de los cuales quedan pocos ejemplares en la actualidad.
En el pueblo se conservan grandes ejemplares de moral (Morus nigra) de más de 100 años. Junto al salón del pueblo se alza un ejemplar de álamo blanco (Populus alba) al cual en el pueblo se le tiene especial cariño, debajo del cual se suele hacer el baile en las fiestas. Dicho árbol actualmente está seriamente dañado por una severa poda.

## Patrimonio

### Iglesia de Santa María Magdalena
De su patrimonio cabe destacar su iglesia de Santa María Magdalena o de La Magdalena de finales del siglo XVI, perteneciente al llamado Románico Maragato, tiene planta de una sola nave con capilla mayor destacada y cubierta con bóveda de cañón, el prebisterio se cubre con bóveda de crucería. A los pies tiene una esbelta espadaña; y por la capilla mayor se accede a la sacristía de plata rectangular; es obra del cantero santanderino Pedro de Lastra.
Esta iglesia sustituyó a otra anterior ya que la parroquia de valdespino es antiquísima; En su interior podemos admirar el retablo mayor, maravilla del barroco y obra de Andrés Domínguez Fierro, y cuyo coste fue de 8550 reales de vellón; El retablo ocupa todo el testero de la capilla mayor y está formado por una predela con una decoración muy abigarrada y dos medallones  con los bustos de San Pedro y San Pablo. 
Un grandioso cuerpo central y un remate que se adapta perfectamente a la forma ojival del fondo de la nave. En la parte central el retablo se divide en tres calles separadas por columnas salomónicas que descansan sobre ménsulas sostenidas por ángeles, y estípites en los extremos. Acoge al Sagrario o Custodia y sobre este hueco se sitúa una hornacina destinada a la imagen de la patrona del pueblo, La Magdalena (siglo XVI), que se dignifica con un pabellón tallado con cortinas sostenidas por ángeles.
El retablo mayor fue dorado en 1760 por el maestro Manuel García. Una inscripción en su parte inferior nos recuerda este hecho. La inscripción es la siguiente: «SIENDO CURA EL SR. D. JUAN GARCÍA YZOSE ESTE RETABLO AÑO DE 1747 Y SIENDO CURA...DOROSE Y PINTOSE AÑO DE 1760. MAESTRO DORADOR DN. MANUEL GARCÍA».
El ático está rematado por un gran medallón con el relieve del padre eterno  en disposición de bendecir. Completan el retablo las imágenes de Santa Lucía, el Ángel de la Guarda, el Crucificado, un San Juan Bautista con cáliz en la mano de principios del siglo XVII y la imagen de Nuestra Señora del Rosario. 
Nuestra Señora del Rosario (siglo XIV) también llamada antiguamente Nuestra Señora de la Somoza, entre los siglos XVII y XVIII con el auge de las cofradías del Rosario trocaría su nombre. Es una imagen sedente de la Virgen con el niño en el brazo izquierdo y mirando hacia su madre. En la mano contraria sostiene una manzana, símbolo de la nueva Eva. Sus vestiduras son una elegante composición de pliegues, y tiene una peana donde se puede leer «SANTA MARIA MATER DEI ORA PRO NOBIS», la imagen data de mediados del siglo XIV y la policromía del siglo XVI. Estuvo rematada por una corona tallada, la cual fue mutilada durante el barroco para añadirle una corona argentea así como ojos de cristal de la misma época. El culto a esta imagen se daba y da en varios momentos a lo largo del año, como en Corpus, el Rosario, etc.
Se completa la iglesia con otros cuatro retablos laterales, que son los del Sagrado Corazón y el del Santo Cristo, ambos de principios del siglo XVIII y obra del maestro Baltasar Ortiz, natural de Moral del Puente. El del Santo Cristo se dotó y pintó en 1760 por el mismo maestro que dotó el retablo mayor.
El retablo de la Dolorosa es de estilo barroco también y se encuentra sin pintar y reformado.
También destacan varias pinturas entre otras obras que atesora el templo. 
La Magdalena es una imagen de piecon un vestido con angulosos pliegues y sostiene en su mano izquierda un crucifijo, símbolo del arrepentimiento y con un elegante gesto eleva la otra mano. Es una imagen del siglo XVI con cierta influencia flamenca. Podría atribuirse al maestro Esteban. La policromía data del 1748 y se sabe que tuvo un coste de 150 reales de la época.

### Ermita de Nuestra Señora de las Nieves
Situada cerca de la iglesia parroquial y también en el barrio de Abajo; La Capilla o Ermita de las Nieves se construyó en 1590, en la capilla mayor se conserva una inscripción grabada en la piedra que reza así: 
" ESTA CAPILLA SE HIZO EL AÑO DE 1590, LA HIZO JUAN DE SAN MARTIN Y INES ALONSO, SU MUJER. MANDAMOS DECIR UNA MISA CANTADA SABADO PARA SIEMPRE, JAMAS ESTA CAPILLA EN SERVICIO DE LA VIRGEN MARIA"
En otras piedras se conserva otra inscripción que indican las propiedades sobre las que se fundó la Ermita y la cofradía que iba pareja, dicha inscripción dice:
"DEJAMOS CINCO PIEZAS. LA PRIMERA SON LAS CASAS DONDE BEBIMOS, SUS TEJADOS Y LA HUERTA. LAS MEISNALES CON SU PALOMAR Y LA HUERTA DEL FUYO DEL BAL Y LA TIERRA DE SOLA DE ESA". "MAS DEJAMOS EL ESPIGAL QUE ESTA TRAS DEL".
La ermita ha sufrido varias modificaciones a lo largo de los siglos.
En el año 1760 un matrimonio del pueblo, José Pollan y Teresa Turienzo sufragó la tribuna.
La capilla con el aspecto actual es de una sola nave dividida en dos tramos, el primero sería la propia nave y el otro correspondería a la Capilla mayor.
A los pies de la Ermita está la tribuna de 1760, mientras que en el prebisterio hay una puerta que comunica con la sacristía.
Es un edificio de mampostería, con una fachada rectangular rematada por una espadaña de un hueco con frontón y dos bolas. Se accede a través de un arco de medio punto de cantería con una moldura sencilla y sobre esta puerta una hornacina con un relieve del siglo XVI.
A ambos lados se sitúan dos pequeñas ventanas con reja para la plegaria y la limosna.
En su interior se encontraba un retablo de finales del siglo XVI sustituido en 1725 por otro de estilo barroco. Esta obra llegó hasta el año 1915 en que fue destruido por un incendio, solo se conservan algunos restos. En esa época se realizó en los talleres de José Gerique de Valencia el actual retablo en estilo neogótico.
El interior está decorado con cuadros de las devociones de aquellos lugares por donde pasaban los Maragatos de este pueblo, así podemos ver La Virgen de Pastoriza o la de los Dolores de La Coruña.
La imagen de Nuestra señora de las Nieves de Valdespino data de finales del siglo XVI, es de madera policromada. Es una Virgen de pie, sostiene al Niño Jesús en el brazo derecha, y la recorren los pliegues del manto y vestiduras.
La imagen estuvo vestida con mantos y ropas maragatas y coronada con corona de plata en época barroca.
La talla se restauró y actualmente no tiene ningún añadido a excepción de la corona y la media luna. 
Es una imagen de estilo manierista, estilo que tuvo gran difusión en la comarca tras la realización del retablo de la catedral de Astorga.
Destacar que unido a esta ermita estaba un hospital. Era una casa para cobijar pobres, dándoles un lugar donde techo y alimento.
La panera de la Virgen, la devoción por la Virgen se expresaba ofreciendo grano, este se guardaba en la panera y la Virgen lo prestaba cuando había mala cosecha para la siembra, devolviendo el préstamo cuando fuese posible.

### Ermita del Bendito Cristo
En el barrio de Arriba se encuentra la ermita del Cristo, pequeña capilla que tuvo que ser remodelada al estrellarse un camión del ejército contra su portada.

### El Crucero
Destacar el precioso crucero labrado de Valdespino situado en el barrio de Abajo, cerca de la ermita de las Nieves.

### La Fragua
La vieja Fragua data de los años 40 del siglo XX, en ella podemos admirar el gran fuelle, la tobera, la campana para los humos, el pilón de agua para meter las piezas que se sacan al rojo vivo del fuego, el yunque que muestra las marcas de la cantidad de veces que el martillo ha golpeado allí, y la piedra de amolar.
La Fragua sigue en funcionamiento y quién la lleva es el herrero de Valdespino, José Ares de Blas llamado "Pepe el Herrero", que rondando la centena sigue mostrando la labor en este lugar y realizando navajas, entre otros objetos, con el nombre de Valdespino.

### El Salón
Entre los barrios de Arriba y Abajo se encuentran el salón nuevo,cerca esta el salón viejo el cual actualmente es de propiedad privada. El salón nuevo se utilizó como lugar de reunión y en tiempos fue uno de los primeros lugares donde poder ver la televisión, la radio o la gramola y lugar de bailes, actualmente se utiliza de bar en fiestas y acontecimientos locales.

### La escuela
La  escuela es un edificio rectangular dividido en dos secciones por la alta torre con reloj rematada por una estructura metálica, los niños ocupaban una de las secciones y las niñas la otra, actualmente una parte es utilizado como consultorio médico y la otra fue utilizada como fábrica de lencería.
En todo el pueblo se puede admirar la arquitectura típica, con las típicas casas maragatas, fuentes y pozos. El paisaje natural cuenta con gran cantidad de prados y huertas con abundancia de frutales. El pueblo está atravesado por el pequeño arroyo de Valdespino que recibe aguas de los arroyos de Valdelaperal y Canales entre otros.

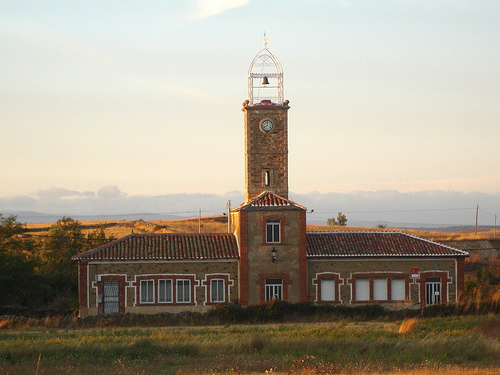
La escuela

### Parajes
Entre los lugares en los alrededores de Valdespino podemos pasear por Prao Ponilla, El Sardonal, Subir al Tejar, Prao Redondo, Corrales, Fuentecina, Trasdeportillo, Sobaco, Fuente salguero, El Castrico, Las Cardencas, El Fueyo, Las Peñas, Los Valleos, disfrutar de los bosques de carbayo (roble) y sardón (encina) por Val de Ropeiro, El Tesico, Monredondo, Corrales, Valdepeñas, Fumiyelamo, Valdefrades, Peñacorva, Los Arrotos o el Camino Blanco entre otros parajes.
Entre los puntos más altos se encuentran el Monte Redondo, El Monte Misón y el Monte Gurugú, también destacar el Monte Rayuces o Reyuces, en el cual era posible encontrar grandes cantidades de piedras de cuarzo con variadas formas, actualmente está cubierto por pino de repoblación.

### Lagunas
Hay varias lagunas estacionales en el pueblo, destacando la laguna de San Antón cerca de la cual se encuentran los restos del cementerio civil.

## Festividades
Las fiestas de Valdespino son San Gregorio, Santa María Magdalena, San Isidro Labrador, San Marcos y La Virgen de las Nieves, antiguamente el 5 de agosto, aunque actualmente es el primer sábado de agosto, con lo cual no siempre coincide con el día 5. También destacan tradiciones prácticamente perdidas como el Filandón llamado en Valdespino La Velada o el día del Domingo Tortillero que corresponde con Carnaval entre otras.